# 劉大慶
劉大慶（1950年—），原籍河北，現時擔任香港經濟導報社社長，並擔任香港新聞工作者聯會副主席
1987年，中共中央黨校政治經濟學畢業，考取碩士資格。
1990年，擔任北京行政學院政治經濟學教研室系主任。
1993年到香港工作，在經導企業集團屬於經濟導報社工作，現職經導企業集團董事長兼經濟導報社社長。

## 外部連結
- 經導企業集團網頁 （页面存档备份，存于）
- 香港新聞工作者聯會網頁